# Neocypridopsis frigogena
Neocypridopsis frigogena is een mosselkreeftjessoort uit de familie van de Cyprididae. De wetenschappelijke naam van de soort is voor het eerst geldig gepubliceerd in 1931 door Graf als Cypridopsis frigogena.

## Synoniemen
- Cypridopsis frigogena Graf, 1931
- Notiocypridopsis frigogena (Graf, 1931)